# Division septentrionale (Fidji)
Pour les articles homonymes, voir Division septentrionale.
La région septentrionale est l'une des quatre régions dans l'organisation administrative fidjienne correspondant essentiellement à l'île de Vanua Levu. La capitale de région se situe à Labasa.

## Provinces
L'île est divisée en trois circonscriptions qui correspondent aux trois grandes chefferies de l'île : 
- Bua à l'ouest,
- Cakaudrove au Sud-Est,
- Macuata au Nord-Est,

| Régions               | Province (Yasana) | Roko Tui                 | Superficie (km²) | Population (1996) |
| Région septentrionale | Bua               | Ratu Filimoni Ralogaivau | 1379             | 14,988            |
| Région septentrionale | Cakaudrove        | Sitiveni Rabuka          | 2816             | 44,821            |
| Région septentrionale | Macuata           | Ratu Aisea Katonivere    | 2004             | 80,207            |